# Leptura arcifera
Leptura arcifera är en skalbaggsart som först beskrevs av Blanchard 1871.  Leptura arcifera ingår i släktet Leptura och familjen långhorningar. Inga underarter finns listade i Catalogue of Life.